# Steenbrand (gerst)
Steenbrand of gerstbrand (Ustilago hordei) is een brandschimmel die behoort tot de basidiomyceten en gerst en haver kan infecteren. De aren verkleuren zwart door de vorming van teleutosporen. Steenbrand komt wereldwijd voor. Door het ontsmetten van zaaizaad is de ziekte te voorkomen, waardoor de ziekte in de gangbare landbouw bijna niet voorkomt, maar nog wel in de biologische landbouw.

## Levenscyclus
Na het zaaien van besmette graankorrels ontwikkelt zich uit de teliosporen in de grond een 4-cellig basidium met basidiosporen. Daarin komt plasmogamie van naburige cellen voor, resulterend in de vorming van een tweekernig mycelium (dikaryon). Het infecteert gerstspruiten wanneer ze een lengte van ongeveer 5 cm bereiken en groeit vervolgens mee met de plant. De schimmel groeit over de gehele lengte van de bovengrondse scheut, maar groeit sterk in de aartjes. De aartjes worden vernietigd en hun gehele inhoud wordt gevuld met teliosporen. Ze zijn olijfbruin, dikwandig, glad en bijna bolvormig en hebben een diameter van 6–8,5 μm.
Bij de steenbranden zijn de teliosporen plakkerig vanwege een olieachtige coating en worden ze niet door de wind verspreid, zoals bij de stuifbranden, maar vindt verspreiding plaats bij de oogst van de graankorrels. Vaak blijven de plakkerige massa's sporen bij elkaar in het geoogste graan. De schimmel overwintert als teliospore op de graankorrels of in de grond.